# Brennisteinsalda
El Brennisteinsalda és un volcà situat al sud de l'illa d'Islàndia. Té una alçària d'uns 855 metres, i està troba prop de Landmannalaugar i no gaire lluny d'Hekla. La muntanya encara és un volcà actiu, amb les fumaroles sulfuroses, les fonts d'aigua bullent i el vapor d'aigua que surt pels seus costats. En català, el seu nom significa: 'onada de sulfur'. Prové de les fumaroles sulfuroses que donen color als seus vessants. Però hi ha molts altres colors: verd de les molses, negre i blau de la lava i les cendres, vermell del ferro que conté la terra. Podria ben ser la muntanya amb més acolorida d'Islàndia i la seva imatge es pot trobar sovint en llibres i calendaris. La sendera Laugavegur passa per aquí i, just al davant, s'hi pot trobar un camp de lava d'obsidiana.

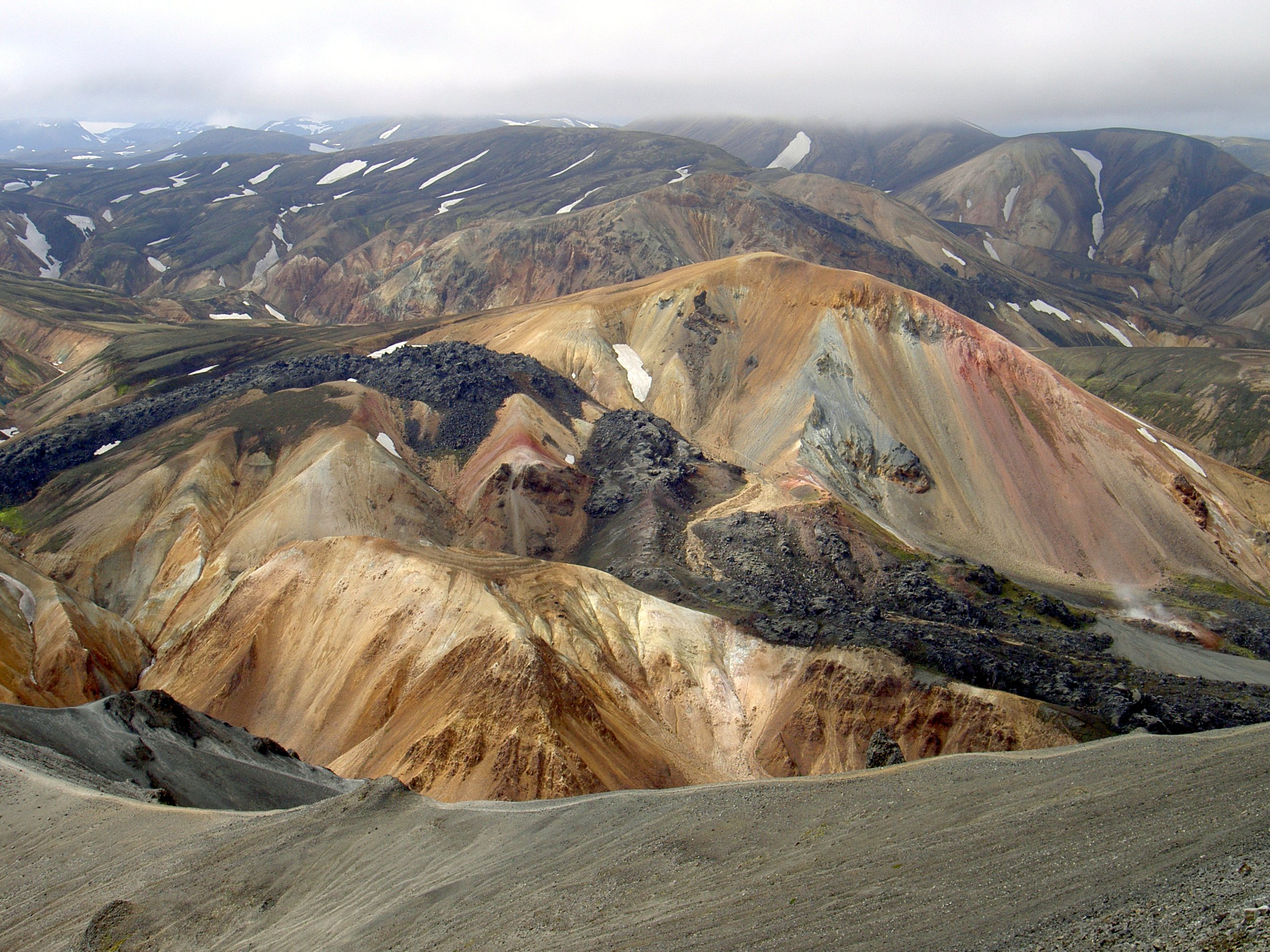
Regió de Landmannalaugar